# Club Dogo
I Club Dogo sono un gruppo musicale hip hop italiano formatosi a Milano nel 2002 subito dopo lo scioglimento del gruppo Sacre Scuole e composto dai rapper Jake La Furia e Guè e dal DJ producer Don Joe.

## Storia

### Sacre Scuole (1999-2001)
Il gruppo nasce dall'amicizia tra Guè e Dargen D'Amico, compagni di scuola e scrittura, a cui poi si unisce il writer ed MC Jake La Furia. Il frontman, per il suo carisma, è Dargen D'Amico, a cui gli altri due artisti riconosceranno sempre un certo merito nella loro crescita artistica iniziale. Il gruppo collabora con artisti come Solo Zippo, Chief, DJ Enzo, DJ Skizo e DJ Zak (della Alien Army), molto affermati nel panorama underground hip hop italiano.
Nel 1999 il gruppo pubblica 3 MC's al cubo, album di cui Chief è produttore esecutivo. Nello stesso periodo Don Joe (MC e produttore che ha lavorato al fianco della cantante R&B Irene Lamedica), inizia a collaborare strettamente con il trio, producendo una traccia dell'album. Il gruppo si scioglie nel 2001, a causa di contrasti tra Dargen D'Amico e Jake La Furia.

### Mi fistePenna capitale(2002-2006)
Dopo l'esperienza delle Sacre Scuole, Jake La Furia e Guè si uniscono con Don Joe, formando un nuovo gruppo denominato Club Dogo. Il nome deriva dal Dogo argentino, razza canina particolarmente adatta alla caccia. L'esordio indipendente è costituito da Mi fist, LP pubblicato nel 2003 in pieno regime di autoproduzione. La produzione musicale è affidata a Don Joe, le collaborazioni a Dargen D'Amico, Aken e Issam Lamaislam, MC della Porzione Massiccia Crew di Bologna.
Il successo di Mi fist è tale che viene ristampato nel 2004 dall'etichetta Vibrarecords. Successivamente il disco e il gruppo vengono premiati all'MC Giaime 2004 dove ricevono il premio come Miglior Album e Miglior Artista/Gruppo. Sempre nel 2004, in collaborazione con la Porzione Massiccia Crew, il gruppo pubblica PMC VS Club Dogo - The Official Mixtape.
Nel marzo 2006, dopo numerosi live set nel biennio 2004-2005, esce il secondo album Penna capitale. La produzione è sempre affidata a Don Joe, coadiuvato in alcune tracce dalle collaborazioni dell'italo argentino Shablo, del cantante caraibico Ricardo Phillips, DJ Shocca, Deda (membro dei Sangue Misto), MC Mars, Marracash e Liv L'Raynge.

### Vile denaroe la firma con la Virgin Records (2007-2008)
Il 18 maggio 2007 esce l'album Vile denaro anticipato dal singolo Mi hanno detto che.... Il disco è stato inciso in studi di registrazione qualitativamente migliori rispetto al passato ed è stato masterizzato allo Sterling Sound Studio di New York. Questo disco dà alla band una nuova e maggiore visibilità, ottenendo posti di rilievo in giornali prettamente hip hop come Groove Magazine, ma anche su Rolling Stone, Rumore e Corriere della Sera. La firma per una major discografica ha di fatto scatenato per l'ennesima volta la polemica sulla "svendita" dell'hip hop italiano alle case discografiche. I Club Dogo hanno ottenuto un buon successo (debutto al n.11 nella classifica di vendite italiana) con un disco in cui è evidente l'influenza della musica dance di inizio anni novanta. Tra le collaborazioni, si evidenziano Vincenzo da Via Anfossi e Marracash, presenti con una strofa a testa in Puro Bogotà.
Il secondo singolo estratto da Vile denaro è Tornerò da re. Nel video della canzone appare Elena Grimaldi, nota pornostar italiana, in due versioni: una versione censurata del video e una non censurata con atteggiamenti espliciti.
Lo stesso anno esce il film pornografico Mucchio selvaggio, diretto da Matteo Swaitz e a cui prendono parte anche i Club Dogo. A fine 2007 il trio pubblica il videoclip di Puro bogotà, autoprodotto tra Milano e Budapest e si piazzano al primo posto delle classifiche dei video musicali italiani più visti sul web; iniziano a essere una della band italiane più cliccate di YouTube.
Ad inizio 2008 il gruppo collabora alla compilation Benvenuti nella giungla, a cui partecipano tutti i componenti della Dogo Gang, con le produzioni di Don Joe e Deleterio.

### Dogocraziae la firma con la Universal Records (2009)
Il 5 giugno 2009 esce Dogocrazia per etichetta Universal Records. L'album conta quindici brani e diverse collaborazioni, sia con artisti italiani (J-Ax, Terron Fabio dei Sud Sound System) che rapper d'oltreoceano come Kool G Rap.
Il primo singolo ad essere estratto è stato Sgrilla, che ha scatenato varie polemiche, in cui la band rappa ancora una volta molto esplicitamente. Successivamente è stato pubblicato il videoclip del brano Brucia ancora, realizzato con il rapper J-Ax, e infine il secondo singolo Boing. Nell'album in questione sono presenti due remix: uno di Amore infame, cantata con Daniele Vit, e uno di Sgrilla, con Vacca, Noyz Narcos, Ntò e Nex Cassel, non presenti nel disco originale, bensì disponibili solo su iTunes.
Con la pubblicazione di questo album, i Club Dogo si confermano come una dei gruppi hip hop italiani più seguiti. Nonostante non riceva una rotazione massiccia in radio e in televisione, l'album debutta al settimo posto della classifica degli album più venduti in Italia, e ci resta per oltre tre mesi. Nella tournée ufficiale presentano il disco all'Idroscalo di Milano davanti a oltre 5000 spettatori e girano l'Italia senza sosta.
Appaiono nell'edizione italiana del mensile Playboy di ottobre 2009.
Nel 2009 inoltre compaiono in uno spot pubblicitario per la Nike insieme al calciatore Mario Balotelli. L'8 giugno 2010 esce La legge del cane, libro scritto da Pequeno e La Furia, per Add editore. Il 10 giugno 2010 il trio partecipa ai Wind Music Awards cantando insieme a Biagio Antonacci il singolo Ubbidirò. Il 5 luglio 2010 il trio ha preso parte all'Heineken Jammin' Festival insieme a Black Eyed Peas, Cypress Hill, N.E.R.D e Massive Attack.

### Che bello essere noie progetti paralleli (2010-2012)
Il 29 giugno 2010 è uscito sul sito ufficiale il singolo Per la gente, che ha anticipato l'uscita dell'album Che bello essere noi, pubblicato il 5 ottobre. Anticipato anche dal singolo Spacco tutto e dal videoclip del brano Voi non siete come noi, l'album ha debuttato alla seconda posizione della classifica italiana degli album preceduto solo da Alessandra Amoroso. Nell'album in questione ci sono due remix come bonus track: Spacchiamo tutto remix, remix di Spacco tutto, con Entics, Ensi, Vacca ed Emis Killa, ed il remix di Per la gente eseguito da Don Joe.
Il 13 ottobre 2010, il Corriere della Sera dedica all'album una pagina intera sull'edizione nazionale. Il 15 ottobre, La Furia e Pequeno sono ospiti nel programma Le invasioni barbariche in diretta su LA7. Successivamente partecipano alla trasmissione radiofonica Deejay chiama Italia su Radio Deejay e in televisione ai programmi Colorado, Chiambretti Night su Mediaset e altri. Nel novembre 2010 scrivono e cantano la sigla per Deejay TV sulla base della canzone D.D.D.
Nel gennaio 2011 appaiono nell'edizione italiana del mensile Playboy. Da marzo 2011 sono protagonisti del programma televisivo Un giorno da cani, su Deejay TV. Dal lavoro svolto per il programma nasce l'EP Un giorno da cani.
A fine aprile 2011, i membri del gruppo si cimentano in una serie di progetti solisti: Jake La Furia collabora con Ensi e 2nd Roof Music producendo il singolo 100K, mentre Guè pubblica il suo primo album da solista, intitolato Il ragazzo d'oro e che ha visto collaborazioni di artisti hip hop italiani quali Caprice, Caneda, Duellz, Vincenzo da Via Anfossi, Vacca, Baby K ed Emis Killa.
Il 14 giugno 2011 Don Joe e Shablo pubblicano Thori & Rocce, disco che vede la partecipazione di un gruppo di artisti rappresentanti tutta la scena italiana tra i quali, oltre i Club Dogo e alcuni artisti della Dogo Gang, anche Duellz, Fabri Fibra, DJ Shocca, Bassi Maestro e altri. Il primo singolo è Le leggende non muoiono mai con Noyz Narcos, i Club Dogo, J-Ax, Marracash e Fabri Fibra.
Nel luglio 2011 esce il video in cui collaborano insieme a Pino Scotto e partecipano al suo programma Database su Rock TV. Nel 2012 è uscito la nuova versione di Thori & Rocce, ovvero un EP costituito da quattro remix di alcuni brani originariamente presenti nell'album.
Nel 2012 è stato pubblicato il mixtape Fastlife Mixtape Vol. 3 di Guè, che vanta alcune collaborazioni all'interno della Dogo Gang e al di fuori del collettivo, come ad esempio Ensi, Zuli, Ntò, Fedez, Emis Killa.

### Noi siamo il clube altri progetti (2012-2013)
Il 7 giugno 2012 è uscito il sesto album in studio del gruppo, intitolato Noi siamo il club ed anticipato da tre singoli: Cattivi esempi, pubblicato il 24 aprile, Chissenefrega (in discoteca), pubblicato il 6 maggio, e l'omonimo Noi siamo il club, pubblicato il 22 maggio.
Il gruppo partecipa successivamente all'album Hanno ucciso l'Uomo Ragno 2012 di Max Pezzali cantando con lui Con un deca. Pochi giorni dopo vengono pubblicati sul canale YouTube dei Club Dogo altri videoclip estratti da Noi siamo il club: Erba del diavolo, P.E.S. (in radio dal 17 luglio), Collassato, Tutto ciò che ho (in radio dal 15 ottobre) e Se tu fossi me (in radio dal 10 novembre). Noi siamo il club è stato certificato disco d'oro per le oltre 30 000 copie vendute, mentre il singolo P.E.S. è stato certificato doppio disco di platino per le oltre 60 000 copie vendute; a marzo 2013 l'album è stato certificato disco di platino per le oltre 60 000 copie vendute e nello stesso periodo sono stati ospiti al talent show Amici di Maria De Filippi insieme a Fabri Fibra, Nesli e Emis Killa. Il 3 aprile 2013 il loro canale YouTube è stato chiuso a causa di «ripetute o gravi violazioni della norma di YouTube che vieta i contenuti studiati per molestare, vessare o minacciare». Il canale è poi stato ripristinato qualche giorno dopo.
Il 5 aprile 2013 è stato pubblicato su iTunes Business, il primo singolo estratto del secondo album solista di Guè, intitolato Bravo ragazzo. In occasione degli MTV Italia Awards 2013 vengono nominati nella categoria Best Band. Il 14 giugno viene pubblicato il videoclip di un altro brano estratto da Noi siamo il club, ovvero Sangue blu, realizzato con J-Ax. Il 29 ottobre è stato invece pubblicato Musica commerciale, primo album solista di Jake La Furia.

### Non siamo più quelli di Mi fiste la pausa (2014-2017)
Il 22 maggio 2014 i Club Dogo hanno pubblicato sul proprio canale YouTube un trailer relativo al seguito di Noi siamo il club. Il 28 dello stesso mese viene annunciato il singolo Weekend, pubblicato digitalmente il 2 giugno. Prodotto da Don Joe, quest'ultimo anticipa la pubblicazione del settimo album in studio del gruppo, previsto per il mese di settembre.
L'11 luglio 2014 il gruppo ha annunciato il titolo dell'album, ovvero Non siamo più quelli di Mi fist, e la data di pubblicazione, fissata per il 9 settembre dello stesso anno. Il 22 luglio è stato annunciato il secondo singolo Fragili, realizzato insieme alla cantante italiana Arisa e pubblicato il 25 luglio. Il 28 dello stesso mese è stata rivelata la lista tracce dell'album. Il 29 agosto è stato invece pubblicato un trailer del videoclip del brano Sayonara, realizzato insieme a Lele Spedicato dei Negramaro e reso disponibile per il download digitale a partire dal 2 settembre.
L'album, certificato disco d'oro in Italia alla fine di ottobre 2014 per aver raggiunto la soglia delle 25 000 copie vendute, è stato promosso anche da altri due singoli: Sai zio, uscito il 7 novembre, e Start It Over, realizzato in duetto con Cris Cab ed entrato in rotazione radiofonica a partire dal 27 marzo 2015. In quest'ultima data i Club Dogo hanno annunciato una ristampa dell'album costituita da tre CD e un DVD, denominata Non siamo più quelli di Mi fist - The Complete Edition e prevista per il 5 maggio 2015.
Il 27 gennaio 2015 è stato pubblicato il quinto album in studio di J-Ax Il bello d'esser brutti, contenente, tra i vari duetti, quello con i Club Dogo nel brano Old Skull. Il 5 maggio 2015 è invece uscito Ora o mai più di Don Joe, nel quale è presente il brano Status Symbol, realizzato con gli altri componenti dei Club Dogo.
Il 19 maggio 2017 esce Vile denaro 10th Anniversary, versione speciale che celebra il decimo anniversario dell'album del 2007 Vile denaro con tracce rimasterizzate e remix. Il 27 giugno, durante la promozione del proprio album solista Gentleman, Guè ha dichiarato in un'intervista alla testata svizzera Ticinonline che una reunion dei Club Dogo allo stato attuale è improbabile, in quanto tutti gli artisti sono soddisfatti dal proprio percorso solista.

### Il ritorno eClub Dogo(2023-presente)
Il 20 ottobre 2023 il trio ha rivelato il ritorno sulle scene musicali attraverso un breve video diffuso sui social network. Nei giorni successivi il gruppo fa registrare il tutto esaurito per dieci date fissate al Mediolanum Forum di Assago nella primavera 2024, mentre il 14 dicembre 2023 viene annunciata l'uscita dell'eponimo disco, avvenuta il 12 gennaio 2024. Il giorno dell'uscita dell'album viene inoltre annunciata una data allo stadio San Siro di Milano, prevista per il 28 giugno 2024.

## Formazione
- Guè – voce
- Jake La Furia – voce
- Don Joe – campionatore, programmazione, voce

## Discografia
- 2003 – Mi fist
- 2006 – Penna capitale
- 2007 – Vile denaro
- 2009 – Dogocrazia
- 2010 – Che bello essere noi
- 2012 – Noi siamo il club
- 2014 – Non siamo più quelli di Mi fist
- 2024 – Club Dogo

## Filmografia

### Film
- Mucchio selvaggio, regia di Matteo Swaitz (2007)
- 5 Euro, regia di Tekla Taidelli (2008)
- I 2 soliti idioti, regia di Enrico Lando (2012)

### Televisione
- Club privè - Ti presento i Dogo (2012)